# Marie Walpole
Marie Walpole (rozená Skerrittová, Skerrettová nebo Skerretová; 1706 – 4. června 1738) byla druhou manželkou britského politika a předsedy vlády Roberta Walpola.
Narodila se jako jediná známá dcera Thomase Skeretta, bohatého londýnského kupce. Ke sňatku s Walpolem v roce 1738 obdržela věno ve výši £30,000.
Walpole měl po rozchodu se svou manželkou Catherine řadu milenek. Krásná, okouzlující a vtipná Marie Skerrittová byla však jeho dlouhodobou družkou. Ještě za života Catherine spolu žili v Richmondu a Houghton Hall v Norfolku. Slečna Skerrittová byla všude ve společnosti přijímána. V roce 1728 byla dokonce nepřímo zmíněna jako Polly v Žebrácké opeře od Johna Gaye, kde 'Macheath' byl Walpole.
Lady Walpole byla také často zmiňována v dopisech Mary Wortley Montagu jako 'Molly': "Se všemi se vídám, ale téměř nikým nemluvím, kromě 'des amies choisses', v první řadě to jsou lady Staffordová a milá Molly Skerrittová, obě mají nyní zvláštní zásluhu na tom, že jsou starými známými a nikdy mi nedali žádný důvod, abych si na jednu z nich stěžovala."
Poté, co Walpole v roce 1742 odešel z funkce premiéra, byl mu přidělen titul hraběte z Oxfordu, a užíval svého vlivu na krále Jiřího II., aby byla jeho nemanželské dceři Marii přiznána hodnost hraběcí dcery, takže se stala 'lady Marií Walpole'. Ta se narodila mezi lety 1723 až 1734 a později se provdala za plukovníka Charlese Churchilla z Chalfontu, se kterým měla dv̟ě dcery.
Marie Walpole zemřela několik měsíců po svatbě s Robertem Walpolem při potratu.

## Oslovení
- Miss Maria Skerritt (1702–1738)
- Lady Walpole (1738–1738)